# Jean-Christophe Yoccoz
Jean-Christophe Yoccoz (n. 29 mai 1957, Paris, Île-de-France, Franța – d. 3 septembrie 2016, Paris, Métropole du Grand Paris, Franța) a fost un matematician francez specializat în teoria sistemelor dinamice, laureat cu Medalia Fields în anul 1994.

## Biografie
S-a născut în 1956 în Paris. Tatăl său era fizician. A urmat studii strălucitoare, cucerind două medalii la Olimpiada Internațională de Matematică în 1973 și în 1974. În anul 1975, la vârsta de 18 ani, a fost admis pe locul întâi la Școala Normală Superioară din Paris, în aceeași promoție ca Pierre-Louis Lions. A început să lucreze despre sisteme dinamice sub conducerea lui Michaël Herman. Din anul 1979 a devenit cercător din Centrul Național Francez de Cercetări Științifice detașat la École Polytechnique. Și-a efectuat serviciul militar la Institutul de Matematică Pură și Aplicată din Rio de Janeiro. A păstrat  legături strânse cu Brazilia, unde a fost distins cu marea cruce a Ordinul de Merit Științific în 1998. Soția sa este braziliană.
După ce și-a susținut teza de doctorat în 1985, a fost numit profesor universitar la Universitatea din Paris Sud (Orsay), unde lucrează până în prezent. În 1996 i-a fost atribuită catedra „Ecuații diferențiale și sisteme dinamice” la Collège de France.

## Lucrări
Lucrează despre teoria sistemelor dinamice, în special cu timp discret. S-a interesat la mulțimea lui Mandelbrot și la mulțimile lui Julia. Pentru cercetările sale a primit în 1994 cea mai înaltă distincție în matematică, Medalia Fields.

## Legături externe
- fr  Pagină Web lui Jean-Christophe Yoccoz pe site-ul al Collège de France